# Hernán Galíndez
Hernán Ismael Galíndez (30 tháng 3 năm 1987) là một cầu thủ bóng đá chuyên nghiệp người Ecuador thi đấu ở vị trí thủ môn cho câu lạc bộ Aucas tại Ecuadorian Serie A.